# Đấu Việt Tiêu
Đấu Việt Tiêu (chữ Hán: 鬬越椒, ? - 605 TCN), họ Mị (tức Hùng), thị tộc Đấu, tự Bá Phần, còn được gọi là Tử Việt (子越), lệnh doãn nước Sở đời Xuân Thu.

## Cuộc đời
Đấu Việt Tiêu là con của Tử Lương, em của Tử Văn. Lệnh doãn Tử Dương bị gièm chết, ông thay làm lệnh doãn. Năm 605 TCN, có người nói xấu Việt Tiêu với Sở Trang vương, ông sợ gặp vạ nên nổi loạn. Sở Trang vương muốn đưa ba con trai làm tin nhằm chấm dứt cuộc nổi loạn, nhưng Việt Tiêu không đáp ứng.
Tháng 7 cùng năm, đôi bên giao chiến ở Cao Hử , ông nhắm vào chiến xa của Sở vương, bắn tên xuyên qua giá trống, găm vào chiêng đồng. Lại bắn một mũi tên xuyên qua cái trống trên xe. Quân Sở kinh hãi lui lại, Sở Trang vương hô to: "Khi xưa tiên quân (tức Sở Văn vương) bình định nước Tức lấy được 3 mũi tên cứng, Việt Tiêu trộm được 2, đã bắn ra cả rồi." Bèn nổi trống tấn công, đánh bại loạn quân.
Đông Chu liệt quốc kể thêm tình tiết Dưỡng Do Cơ thi bắn giết chết Đấu Việt Tiêu, thực tế khi Dưỡng Do Cơ tham chiến thì cuộc nổi loạn đã bị dẹp xong.